# 于公異
于 公異（う こうい、生没年不詳）は、唐の文人。本貫は蘇州呉県。

## 経歴
建中2年（781年）、進士に及第した。建中4年（783年）、李晟の下で招討府掌書記となった。興元元年（784年）、李晟が朱泚の乱を平定すると、公異は長安に帰り、露布に文章をしたためた。徳宗はこれを見て泣き、公異が作ったと聞いてまた感嘆した。
公異は陸贄との仲が険悪であった。ときに公異は継母に孝事せず、このため帰省しないのだと噂された。貞元8年（792年）、陸贄が宰相となると、公異の家庭事情を奏上した。徳宗は公異に『孝経』を賜り、郷里に帰させた。公異は冷遇されたまま死去した。

## 伝記資料
- 『旧唐書』巻137 列伝第87
- 『新唐書』巻203 列伝第128 文芸下